# Красная Балка (Ставропольский край)
Кра́сная Ба́лка — хутор в Изобильненском районе (городском округе) Ставропольского края Российской Федерации.

## География
Расстояние до краевого центра: 28 км.
Расстояние до районного центра: 22 км.

## История
До 2017 года хутор находился в составе территории сельского поселения Подлужненский сельсовет.

## Население
| 1989 | 2002 | 2010 | 2014 |
| ---- | ---- | ---- | ---- |
| 250  | ↘121 | ↘113 | ↘100 |

По данным переписи 2002 года, 71 % населения — русские.